# Die Frauen von Stepford (1975)
Die Frauen von Stepford (Originaltitel: The Stepford Wives) ist ein US-amerikanischer Science-Fiction-Thriller aus dem Jahr 1975. Regie führte Bryan Forbes, das Drehbuch schrieb William Goldman anhand des Romans Die Frauen von Stepford von Ira Levin aus dem Jahr 1972.

## Handlung
Die Fotografin Joanna Eberhart und ihr Ehemann Walter, ein Rechtsanwalt, haben zwei Kinder. Die Familie zieht von New York ins ländliche Stepford in Connecticut. Während Walter bei den Männern der Ortschaft rasch Anschluss findet und auch bald in den städtischen Herrenclub aufgenommen wird, fühlt sich die emanzipierte Joanna in ihrer neuen Umgebung zunehmend einsam und isoliert. Besonders befremdet sie das betont biedere und devote Auftreten aller übrigen Ehefrauen des Ortes. Kurze Zeit später lernt sie jedoch die resolute Bobby Markowe kennen, in der sie nicht nur eine Leidensgenossin, sondern auch eine Freundin findet. Verschiedene Versuche der beiden Frauen, die weibliche Bevölkerung Stepfords für die Vorzüge eigenständigen Denkens zu begeistern, scheinen jedoch von vornherein zum Scheitern verurteilt. So geht etwa ein von beiden initiierter Gesprächskreis zum Thema „spezielle Frauenprobleme“ schnell in die Diskussion über, welches wohl das bessere und wirksamere Spülmittel sei. Joanna und Bobby sind ratlos ... erst recht, als Charmaine, die einzige Stepford-Ehefrau, die der autonomen Denkweise durchaus nahestand, einige Tage später den Tennisplatz auf ihrem Grundstück aufbrechen lässt, um als Geschenk für ihren Ehemann ein Schwimmbecken bauen zu lassen.
In ihrer Ratlosigkeit suchen Joanna und Bobby in New York einen einstmals mit Joanna liierten Chemiker auf, der eine Probe des Stepforder Wassers auf die Zugabe von Sedativa analysieren soll. Die Untersuchung führt jedoch zu keinem nennenswerten Ergebnis.
Zurück in Stepford ändert sich auch das Verhalten von Bobby: Die energische, kämpferische und trinkfeste Freundin, die bislang ihre Aufgaben als Hausfrau und Mutter auf eher nachlässige Art erfüllte, macht sich nunmehr voller Eifer in der Küche zu schaffen.
Von ihrem Ehemann dazu aufgefordert, sucht die erschrockene Joanna Hilfe bei einer Psychiaterin außerhalb Stepfords, die sich Joannas Problem wohlwollend anhört. Da diese Joannas große Angst erkennt, rät sie ihr, zusammen mit den Kindern Walter zu verlassen, Stepford sofort den Rücken zu kehren und sie einige Tage später wegen eines weiteren Termins zu kontaktieren. Joanna ahnt bereits, dass sie zum genannten Zeitpunkt nicht mehr derselbe Mensch sein wird.
Bevor sie die geplante Flucht in die Tat umsetzen kann, wird Joanna unter einem Vorwand in das Tagungshaus des Herrenclubs gelockt. Dort erfährt sie die Auflösung des Geheimnisses um die Frauen von Stepford: Alle Frauen wurden von ihren Ehemännern durch Androiden ersetzt. Daraufhin wird Joanna von ihrer eigenen Kopie ermordet, die anschließend ihre Stelle einnimmt.

## Kritiken
Das Lexikon des internationalen Films schrieb, der Film entwickle „seinen Schrecken überraschend aus den Banalitäten des bürgerlichen Alltags“. Er karikiere auf eine „phantastisch überspitzte“ Weise die „patriarchalische Struktur der amerikanischen Gesellschaft“.
Die Zeitschrift Cinema resümierte, „Softhorror-Klassiker mit bösem Finale“.
Das Portal Film.at. findet, Bryan Forbes verwandle Ira Levins „bitterböse Romanvorlage in eine der gemeinsten und großartigsten Abrechnungen mit den Vorstellungen der heilen US-Vorstadtwelt.“
Das Brightlights Filmjournal lobt die "allmähliche Steigerung der Spannung" als "wirkungsvoll" und bezeichnet den Film als "Meisterwerk der Details". ("...maintained effectively by this gradual increase of suspense, as it is a masterpiece of detail.") Kleine Momente würden sich so zu einem "größeren, überzeugenden Bild der männlichen Erwartungshaltung und Frauenfeindlichkeit zusammenfügen". ("Small moments...add up to a larger, persuasive picture of male expectation and misogyny.")
Rotten Tomatoes meint, „die inhärente Satire der ‚Stepford Wives‘" wäre von Bryan Forbes' "würdevoll tragender Regie schlecht unterstrichen," da William Goldmans Drehbuch doch "eine vernichtende Kritik an einer frauenfeindlichen Gesellschaft“ sei. („The Stepford Wives's inherent satire is ill-served by Bryan Forbes' stately direction, but William Goldman's script excels as a damning critique of a misogynistic society.“)

## Auszeichnungen
Katharine Ross gewann im Jahr 1976 den Golden Scroll für die beste Hauptdarstellerin der US-amerikanischen Academy of Science Fiction, Fantasy & Horror Films. Der Film wurde für den Golden Scroll für den besten Science-Fiction-Film nominiert.

## Hintergründe
Der Film wurde in New York City und an verschiedenen Orten in Connecticut gedreht. Er kam am 12. Februar 1975 in die US-amerikanischen Kinos. In Deutschland fand die Premiere auf Video am 17. Oktober 1980 statt. Es folgten die für das Fernsehen produzierten Fortsetzungen The Revenge of the Stepford Wives (deutscher Titel: Terror in New York), The Stepford Children und The Stepford Husbands sowie die Neuverfilmung Die Frauen von Stepford aus dem Jahr 2004 mit Nicole Kidman in der Rolle von Joanna Eberhart.